# Bahnstrecke Passau-Voglau–Hauzenberg
| |                                    |                                           |                                           |
| Streckennummer (DB): | 5843                               |                                           |                                           |
| Kursbuchstrecke (DB): | 881 (1944, 1946: 426v; 1956: 417n) |                                           |                                           |
| Streckenlänge: | 23,9 km                            |                                           |                                           |
| Spurweite: | 1435 mm (Normalspur)               |                                           |                                           |
| Maximale Neigung: | 25 ‰                               |                                           |                                           |
| Streckengeschwindigkeit: | 60 km/h                            |                                           |                                           |
| |                                    |                                           |                                           |
| \| \| \| von Wels \| \| \| \| 1,2 \| Passau-Voglau (Bft) \| Passau-Voglau (Bft) \| \| \| \| nach Passau Hbf. \| \| \| \| \| Innsteg \| \| \| \| \| Marienbrücke \| \| \| \| 2,5 \| Anst Innstadt Brauerei \| Anst Innstadt Brauerei \| \| \| 2,6 \| Passau-Innstadt \| Passau-Innstadt \| \| \| 3,3 \| Passau-Rosenau \| Passau-Rosenau \| \| \| 5,2 \| Kräutelsteinbrücke über die Donau (300 m) \| Kräutelsteinbrücke über die Donau (300 m) \| \| \| \| Bundesstraße 388 \| \| \| \| \| Anst ZF Passau \| \| \| \| 6,3 \| Passau-Lindau (Bft) \| Passau-Lindau (Bft) \| \| \| 6,6 \| Grubweg (Bft) \| Grubweg (Bft) \| \| \| 7,7 \| Löwmühle \| Löwmühle \| \| \| 8,7 \| Kellberg \| Kellberg \| \| \| 13,4 \| Erlau (b Passau) \| 297 m \| \| \| \| Erlau \| \| \| \| \| nach Wegscheid \| \| \| \| \| Erlau \| \| \| \| \| Erlau \| \| \| \| \| Erlau \| \| \| \| 16,6 \| Schloßbergtunnel (34 m) \| Schloßbergtunnel (34 m) \| \| \| \| Erlau \| \| \| \| 17,5 \| Schaibing \| Schaibing \| \| \| 19,2 \| Kaindlmühle \| 360 m \| \| \| 21,4 \| Oberdiendorf \| 398 m \| \| \| 23,5 \| Knödlsöd \| Knödlsöd \| \| \| 25,1 \| Hauzenberg \| 483 m \| |                                    |                                           |                                           |
| Strecke |                                    | von Wels                                  | von Wels                                  |
| Dienststation / Betriebs- oder Güterbahnhof | 1,2                                | Passau-Voglau (Bft)                       | Passau-Voglau (Bft)                       |
| Abzweig geradeaus und nach links |                                    | nach Passau Hbf.                          | nach Passau Hbf.                          |
| Strecke mit Straßenbrücke |                                    | Innsteg                                   | Innsteg                                   |
| Strecke mit Straßenbrücke |                                    | Marienbrücke                              | Marienbrücke                              |
| Abzweig geradeaus und ehemals von rechts | 2,5                                | Anst Innstadt Brauerei                    | Anst Innstadt Brauerei                    |
| ehemaliger Haltepunkt / Haltestelle | 2,6                                | Passau-Innstadt                           | Passau-Innstadt                           |
| Bahnhof | 3,3                                | Passau-Rosenau                            | Passau-Rosenau                            |
| Brücke über Wasserlauf | 5,2                                | Kräutelsteinbrücke über die Donau (300 m) | Kräutelsteinbrücke über die Donau (300 m) |
| Brücke |                                    | Bundesstraße 388                          | Bundesstraße 388                          |
| Abzweig geradeaus und nach links |                                    | Anst ZF Passau                            | Anst ZF Passau                            |
| Kopfbahnhof Strecke ab hier außer Betrieb | 6,3                                | Passau-Lindau (Bft)                       | Passau-Lindau (Bft)                       |
| Bahnhof (Strecke außer Betrieb) | 6,6                                | Grubweg (Bft)                             | Grubweg (Bft)                             |
| Haltepunkt / Haltestelle (Strecke außer Betrieb) | 7,7                                | Löwmühle                                  | Löwmühle                                  |
| Haltepunkt / Haltestelle (Strecke außer Betrieb) | 8,7                                | Kellberg                                  | Kellberg                                  |
| Bahnhof (Strecke außer Betrieb) | 13,4                               | Erlau (b Passau)                          | 297 m                                     |
| Brücke über Wasserlauf (Strecke außer Betrieb) |                                    | Erlau                                     | Erlau                                     |
| Abzweig geradeaus und nach rechts (Strecke außer Betrieb) |                                    | nach Wegscheid                            | nach Wegscheid                            |
| Brücke über Wasserlauf (Strecke außer Betrieb) |                                    | Erlau                                     | Erlau                                     |
| Brücke über Wasserlauf (Strecke außer Betrieb) |                                    | Erlau                                     | Erlau                                     |
| Brücke über Wasserlauf (Strecke außer Betrieb) |                                    | Erlau                                     | Erlau                                     |
| Tunnel (Strecke außer Betrieb) | 16,6                               | Schloßbergtunnel (34 m)                   | Schloßbergtunnel (34 m)                   |
| Brücke über Wasserlauf (Strecke außer Betrieb) |                                    | Erlau                                     | Erlau                                     |
| Haltepunkt / Haltestelle (Strecke außer Betrieb) | 17,5                               | Schaibing                                 | Schaibing                                 |
| Haltepunkt / Haltestelle (Strecke außer Betrieb) | 19,2                               | Kaindlmühle                               | 360 m                                     |
| Haltepunkt / Haltestelle (Strecke außer Betrieb) | 21,4                               | Oberdiendorf                              | 398 m                                     |
| Haltepunkt / Haltestelle (Strecke außer Betrieb) | 23,5                               | Knödlsöd                                  | Knödlsöd                                  |
| Kopfbahnhof Streckenende (Strecke außer Betrieb) | 25,1                               | Hauzenberg                                | 483 m                                     |

Die Bahnstrecke Passau-Voglau–Hauzenberg ist eine eingleisige, nicht elektrifizierte Nebenbahn in Bayern. Sie zweigt in der Passauer Voglau von der Bahnstrecke Wels–Passau ab, überquert die Donau und führt ab Erlau im Erlautal nach Hauzenberg. Die 2007 stillgelegte und seit 2020 teilweise reaktivierte Strecke gehört zum Netz der Bayerischen Regionaleisenbahn (BRE). Eine gesamte Wiederinbetriebnahme für den Personen- und Güterverkehr ist vorgesehen.

## Geschichte

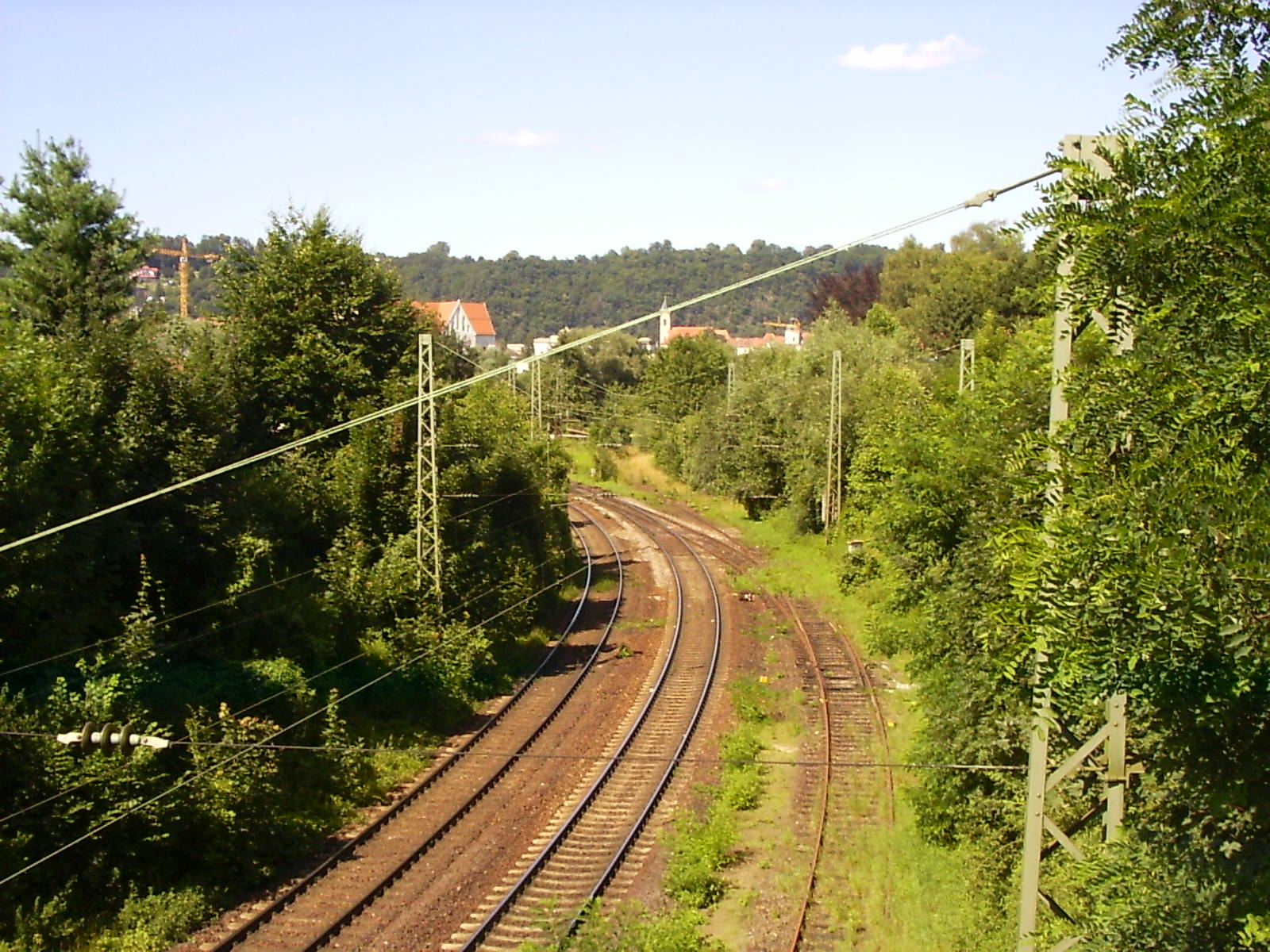
Bahnhofsteil Passau-Voglau

Erste Pläne für eine Anbindung von Hauzenberg und Wegscheid im Jahr 1895 sahen vor, die Bahnstrecke Passau–Freyung bis Fischhaus zu nutzen und von dort über Büchlberg und Hauzenberg nach Wegscheid führen. Aufgrund des großen Umwegs und 130 verlorener Höhenmeter entschied man sich gegen diese Trasse. Hinzu kamen die hohen Kosten und das geringe erwartete Verkehrsaufkommen zwischen Wegscheid und Hauzenberg. Dies führte zu Neuplanungen entlang der Donau und durch das Erlautal in Richtung Hauzenberg, bzw. ab dem Ort Erlau weiter in Richtung Wegscheid.
Die Genehmigung zum Bau für diese Strecke wurde am 30. Juni 1900 erteilt. Dieser wurde drei Jahre später 1903 begonnen und am 15. November 1904 mit der Eröffnung der Strecke nach Hauzenberg abgeschlossen. Bereits über ein halbes Jahr vorher, am 18. April 1904, gab es die erste Zugfahrt von Passau nach Erlau. Die Zweigstrecke Erlau–Obernzell wurde am 15. Mai 1909 eröffnet, die Weiterführung bis zum damaligen Kreishauptort Wegscheid folgte am 1. Dezember 1912.
Der reguläre Schienenpersonennahverkehr auf der Strecke wurde mit dem letzten Betriebstag am 26. September 1970 offiziell eingestellt. Bereits im seit 31. Mai 1970 gültigen Sommerfahrplan waren neben Busfahrten nur noch ein Reisezugpaar auf dem Abschnitt Passau–Grubweg und vier Zugpaare zwischen Erlau und Hauzenberg angeboten worden, jedoch keine Reisezüge zwischen Grubweg und Erlau.
Zwischen Erlau und Hauzenberg wurde der Güterverkehr zum 1. Juni 1997 und der Gesamtverkehr zum 31. Januar 2001 eingestellt. Im Jahr darauf wurde die Strecke vom Augusthochwasser 2002 überflutet und unpassierbar. Im Passauer Ortsteil Innstadt war sie noch kurz vor dem Hochwasser wegen eines Kanalisationsneubaus komplett erneuert worden. Trotz geringen Sanierungsbedarfs wurde eine Reaktivierung durch die DB Netz nicht in Angriff genommen. Am 1. März 2007 wurde auch der Abschnitt von Passau-Voglau bis Erlau vom Eisenbahn-Bundesamt stillgelegt.
Die Bayerische Regionaleisenbahn (BRE) pachtete daraufhin am 24. November 2007 die Strecke Passau-Voglau–Hauzenberg, um sie vor einer Demontage zu schützen, da es Pläne gab, die Strecke in einen Rad- und Wanderweg umzuwandeln. Die BRE wollte dagegen die Strecke für den Güterverkehr, insbesondere für den Granit- und Graphit-Transport, nutzen.
Fast zwei Jahre später erfolgte im September 2009 in Zusammenarbeit mit dem Förderverein Lokalbahn Passau–Hauzenberg der Freischnitt der Strecke Passau-Voglau–Hauzenberg. Um größeren Handlungsspielraum zu erhalten, verhandelte die BRE mit der DB Netz AG über einen Kauf der Strecke. Gemeinsam mit dem Förderverein will man im Personenverkehr ein ähnliches Konzept wie bei der Reaktivierung der Ilztalbahn GmbH starten. Dieses sieht die Kombination aus touristischem Bahnverkehr und Fahrradverkehr, insbesondere entlang des Donauradwegs, vor.
Die angestrebte Wiederaufnahme des Güterverkehrs im Jahr 2011 konnte aufgrund fehlender Gutachten zur Kräutelsteinbrücke nicht durchgeführt werden. Diese Untersuchungen wurden dann im Frühjahr 2012 durchgeführt und ergaben, dass sich die Brücke in einem guten Zustand befindet. Die BRE schätzte Ende 2012 den Sanierungsbedarf der Strecke Passau–Hauzenberg auf eine halbe Million Euro. Als neuer Termin für den Beginn des Zugbetriebs auf der Strecke Passau über Erlau nach Obernzell wurde der Mai 2013 genannt. Die Planung sahen von Mai bis Oktober samstags, sonntags und an Feiertagen jeweils drei Personenzugpaare vor. 2014 sollte dann auch die restliche Strecke von Erlau nach Hauzenberg in Betrieb gehen. Ebenso soll darum geworben werden, dass über diese Strecke wieder Güterverkehr und regelmäßiger Schienenpersonennahverkehr abgewickelt wird. Jedoch verstrich auch dieser angekündigte Termin ohne Betriebsaufnahme. Man hoffte jedoch weiterhin auf eine Betriebsaufnahme 2013 und rechnete mit anfänglich 12.000 Fahrgästen pro Jahr. Diese Zahl könnte in den Folgejahren auf bis zu 50.000 steigen.
Im Januar 2013 bemühte sich die BRE, die Finanzierung des Sanierungsbedarfes für beide Strecken in der Höhe von 898.000 Euro zu sichern. Hiervon sollte nach ihrer Vorstellung die Stadt Passau 275.000 Euro, die BRE zusammen mit dem Förderverein 299.000 Euro und die weiteren Anliegergemeinden 323.700 Euro aufbringen. Für letzteren Betrag wurde sowohl der Landkreis Passau als auch die einzelnen Kommunen angefragt. Die Gesellschaft hat laut eigenen Aussagen bis Anfang 2013 bereits 250.000 Euro in die Reaktivierung der Strecke gesteckt. Der Stadtentwicklungsausschuss der Stadt Passau lehnte Ende Januar 2013 diesen Förderantrag, unter Hinweis auf die Verhältnismäßigkeit zur Ilztalbahn, ab und verwies ihn an die Fraktionen zurück. Der Kreisausschuss des Landkreises Passau lehnte kurz darauf ebenso eine finanzielle Unterstützung ab. Eine endgültige Entscheidung wurde durch den Kreisausschuss am 24. Juni 2013 gefällt. Dieser sagte eine Beteiligung von 15.000 Euro zu, sofern es zu einer Reaktivierung komme. Die Stadt Hauzenberg sprach sich für eine Beteiligung an der Reaktivierung aus. Die BRE beantragte für die 7,4 Kilometer auf dem Stadtgebiet eine Fördersumme von 72.500 Euro. Diese könnten auch durch Leistungen des Stadtbauhofes erbracht werden. In ihren Haushalt 2013 stellte die Stadt hierfür insgesamt 20.000 Euro für die Unterstützung der Granitbahn ein.
Das Hochwasser im Mai/Juni 2013 überspülte die Strecke entlang des Inns mit Schlamm. Am 29. Dezember 2014 wurde die Strecke an die BRE verkauft.
Mit der Reaktivierung des Abschnitts Passau Hauptbahnhof–Passau-Rosenau am 14. August 2020 fuhr erstmals wieder ein Personenzug auf der Strecke. Hierfür wurde nahe dem ehemaligen Bahnhof Passau-Rosenau ein neuer Bahnsteig errichtet. Der weitere Streckenverlauf ab Passau-Haibach (westlich der Kräutelsteinbrücke) bis Hauzenberg ist noch stillgelegt.
2021 war geplant, Teile der Strecke zu asphaltieren und als Teststrecke für autonome Shuttlebusse des an der Strecke liegenden Unternehmens ZF zu verwenden. Der Rat der Stadt Passau genehmigte im Juli 2021, 100.000 Euro für eine detaillierte Streckenplanung auszugeben.
2022 fanden neben den laufenden Infrastrukturarbeiten auch Sommer- und Nikolausfahrten statt.
Am 8. März 2023 hat das Bayerische Staatsministerium für Wohnen, Bau und Verkehr die Unternehmensgenehmigung nach § 6 Absatz 1 Satz 1 Nr. 3 AEG für den Teilabschnitt von Passau-Voglau bis Passau-Lindau (Grubweg, Streckenkilometer 6,355) erteilt. Der Förderverein Lokalbahn Passau–Hauzenberg nahm daraufhin die Sanierung dieses Haltepunktes in Angriff und konnte die Arbeiten Ende März abschließen.  Zudem wurde der Haltepunkt von „Grubweg“ in „Passau-Lindau“ umbenannt. Im August 2023 wurden alle Betriebsbewilligungen für den Personen- und Güterverkehr durch die zuständige Sicherheitsbehörde, die bayerische Landeseisenbahnaufsicht, erteilt. Die Eröffnungsfahrt zwischen Passau Hbf und Passau-Lindau fand am 25. August 2023 statt.
2024 wurde von Mai bis Oktober erstmals seit 1970 wieder fahrplanmäßiger Personenverkehr angeboten und 120 Jahre Granitbahn gefeiert.

## Streckenbeschreibung

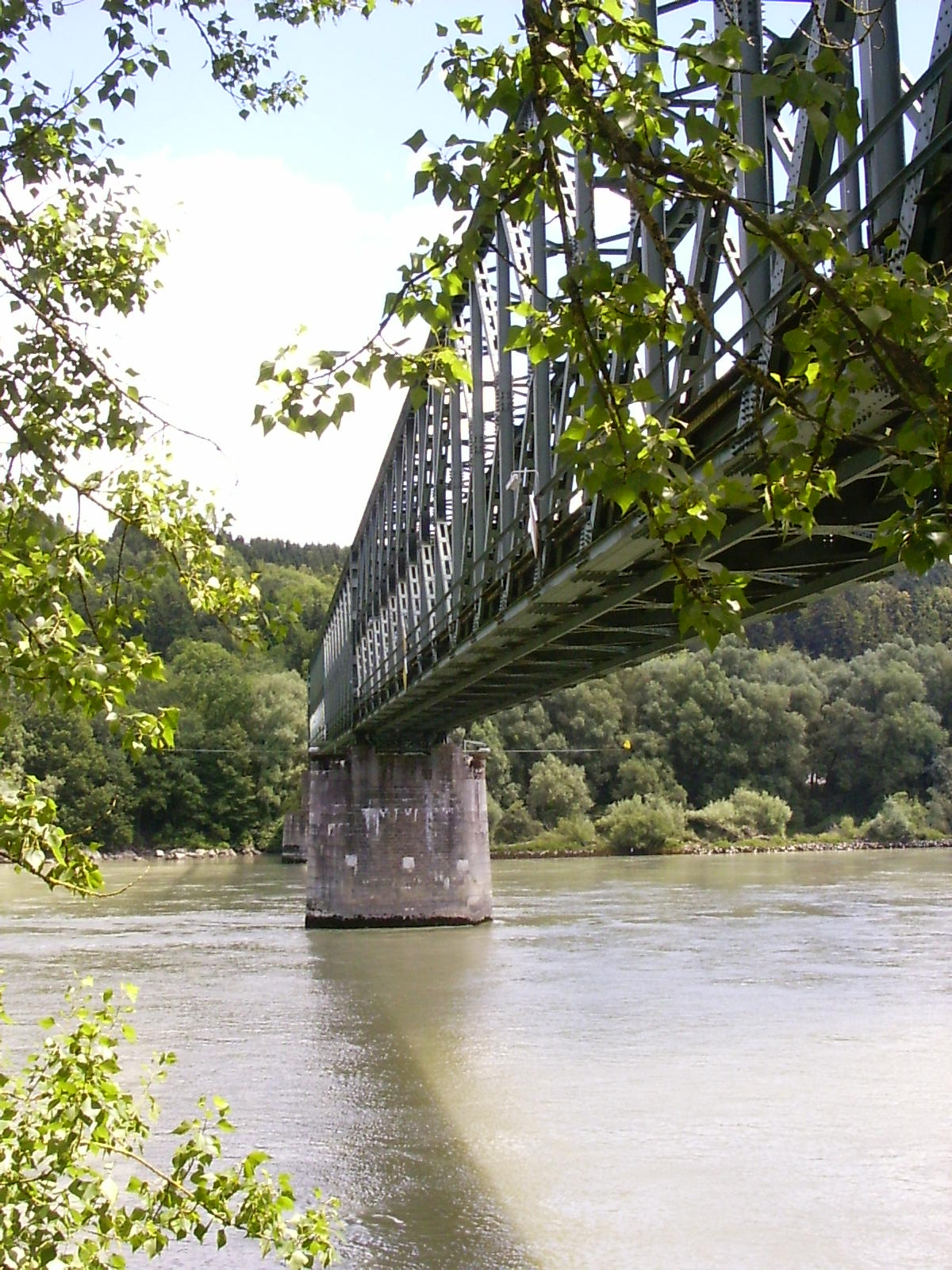
Die Kräutlsteinbrücke

Die Strecke zweigt in Passau-Voglau aus der Bahnstrecke Wels–Passau in südliche Richtung ab. Nach einem notwendigen Fahrtrichtungswechsel verläuft die Bahnstrecke in östlicher Richtung am Ufer des Inns am Rande des Passauer Stadtteils Innstadt entlang.
Ab dem Bahnhof Rosenau entfernt sich die Strecke vom Inn um kurz vor der Staatsgrenze zu Österreich bei Achleiten in einem Bogen nach Nordwesten über die 222 m lange Kräutelsteinbrücke zu führen. Diese wurde von 1900 bis 1903 von der Firma Hellinger und MAN über die Donau gebaut. Am linken Donauufer passiert die Strecke das Werk der ZF Passau in Lindau und verläuft nach einem 180 Grad-Bogen weiter in südöstlicher Richtung.
Nach den ehemaligen Haltepunkten Löwmühle und Erlau biegt die Strecke in nördlicher Richtung von der Strecke nach Wegscheid ab. Der Bahnhof Erlau wurde trotz seiner Funktion als Trennungsbahnhof der Strecken nach Hauzenberg und Wegscheid dabei nur mit einem Bahnsteiggleis ausgestattet. Dies behinderte später den Betrieb und erschwerte Umsteigebeziehungen.
Durch den 34 m langen Schloßbergtunnel erreicht die Strecke den Haltepunkt Schaibing. Dieser lag jedoch etwa 5 km vom Ort Schaibing selbst entfernt. Er diente hauptsächlich als Umschlagplatz von Gütern für die umliegenden Orte und als Verladebahnhof für das Graphitbergwerk Kropfmühl. Dieses war über eine Schmalspurbahn an den Haltepunkt angebunden. Die Strecke folgt dem Erlautal bis Kaindlmühle und führt von dort dem Staffelbach folgend nach Oberdiendorf. Auch hier lag der Haltepunkt im Tal in einiger Entfernung vom Ort, der auf einer Anhöhe liegt. Durch eine Seilbahn wurden hier Güter zum Bahnhof transportiert. Von dort führt die Strecke über Knödlsöd zum Endbahnhof Hauzenberg.
Hauzenberg liegt 177,7 Meter über dem Hauptbahnhof Passau. Da die Strecke zunächst bis Erlau flussabwärts verläuft, sind ab dem dortigen Bahnhof fast 250 Höhenmeter zu bewältigen. Deshalb musste die Strecke mit Steigungen von Erlau bis Kaindlmühle mit 1:50 und weiter bis Hauzenberg mit 1:40 trassiert werden. Daneben weisen die Rampen zur Kräutelsteinbrücke eine starke Steigung auf.

## Film
- Das Hauzenberger Bockerl, Eisenbahn-Romantik, Folge 326 vom 21. März 1999